# Mekado
Mekado – niemiecki zespół muzyczny, reprezentant Niemiec podczas 39. Konkursu Piosenki Eurowizji w 1994 roku.
Nazwa zespołu pochodziła od dwóch pierwszych liter imion każdej z członkiń grupy, Melanie Bender, Kati Karney oraz Dorkas Kiefer. Podczas 39. Konkursu Piosenki Eurowizji zespół wykonał utwór „Wir geben ’ne Party” i zajął trzecie miejsce zdobywając 128 punktów. Utwór uplasował się ponadto na 100. miejscu listy przebojów w Niemczech. Wkrótce potem zespół uległ rozpadowi.

## Dyskografia
Opracowano na podstawie materiału źródłowego.
Albumy
- 1994: We’re Givin’ a Party

Single
- 1994: „We’re Givin’ a Party”
- 1994: „Together in Blue Jeans”